# BMW 003
El  BMW 003  és un turborreactor alemany que va entrar en aconseguir la seva producció en sèrie durant la Segona Guerra Mundial.

## Desenvolupament
La primer encesa del BMW 003 va tenir lloc l'agost de 1940 a les instal·lacions de Spandau. Aquesta primera versió del motor tenia un compressor de sis etapes i va resultar ple de problemes. Al mes següent es van iniciar les millores en una versió radicalment diferent, amb un compressor de set etapes, diferent turbina, flux d'aire, cremadors i, fins i tot, amb els àleps redissenyats. Aquesta versió, anomenada 003A, es va provar per primera vegada el desembre de 1942, aconseguint una embranzida de 550 kg enfront dels 260 kg de la primera versió.
El disseny original del 003 havia rebut durant aquest temps les seves pròpies millores, i era capaç de lliurar 440 kg d'embranzida, el que va animar a instal·lar dos d'aquests motors en el prototip V1 del Messerschmitt Me 262. No obstant això, la fiabilitat seguia sent reduïda i tots dos motors van deixar de funcionar en el vol de prova. Afortunadament, el prototip estava equipat d'un tercer motor, de pistó, amb el que es va aconseguir aterrar sense complicacions.
Per la seva banda, el desenvolupament del 003A va continuar, i a finals de 1943 ja era capaç de produir una embranzida a l'enlairament de 800 kg, mantenint el seu funcionament durant 50 hores, de manera que les autoritats del  Reichsluftfahrtministerium  van començar a pensar que podien igualar-se les prestacions del més complex, pesat i voluminós Jumo 004.

## Ús en la postguerra
Després del final de la Segona Guerra Mundial el motor de reacció BMW 003 va ser emprat com a base per a diversos dissenys dels països aliats. Així el prototip del primer avió de reacció soviètic, el Mikoian-Gurévitx MiG-9, va ser propulsat per dos motors BMW 003 capturats als alemanys. Així mateix les tropes soviètiques en van aconseguir els plànols de disseny a la planta de Basdorf-Zühlsdorf prop de Berlín i a les factories de Nordhausen. L'any 1947 n'iniciaren la producció en sèrie a la fàbrica GAZ 466 (Gorkovsky Avtomobilny Zavod) a Leningrad, amb la denominació RD-20.
Després de l'ocupació d'Alemanya pels aliats Marcel Dassault va ajudar a Hermann Östrich a traslladar-se a la zona d'ocupació francesa. Allà va treballar per Voisin, una filial de l'empresa estatal francesa de motors d'aviació SNECMA. A partir del disseny del BMW 003, van produir un motor de reacció més gran que esdevindria el SNECMA Atar. Aquest motor es va utilitzar com a planta motriu dels caces de reacció francesos Dassault Ouragan, Dassault Mirage III i Dassault Mystère.

## Versions

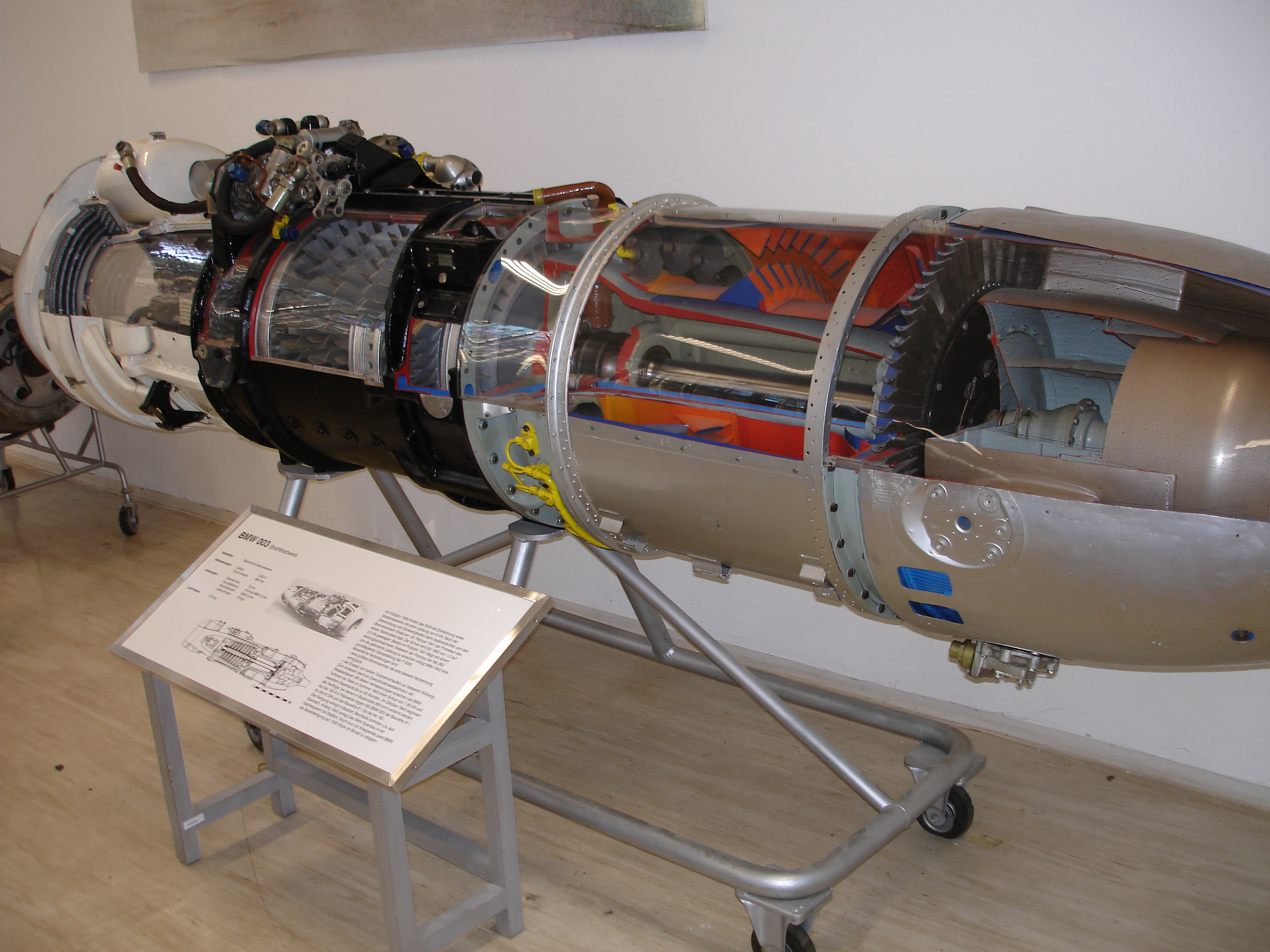
Motor BMW 003 exposat al Luftwaffenmuseum der Bundeswehr

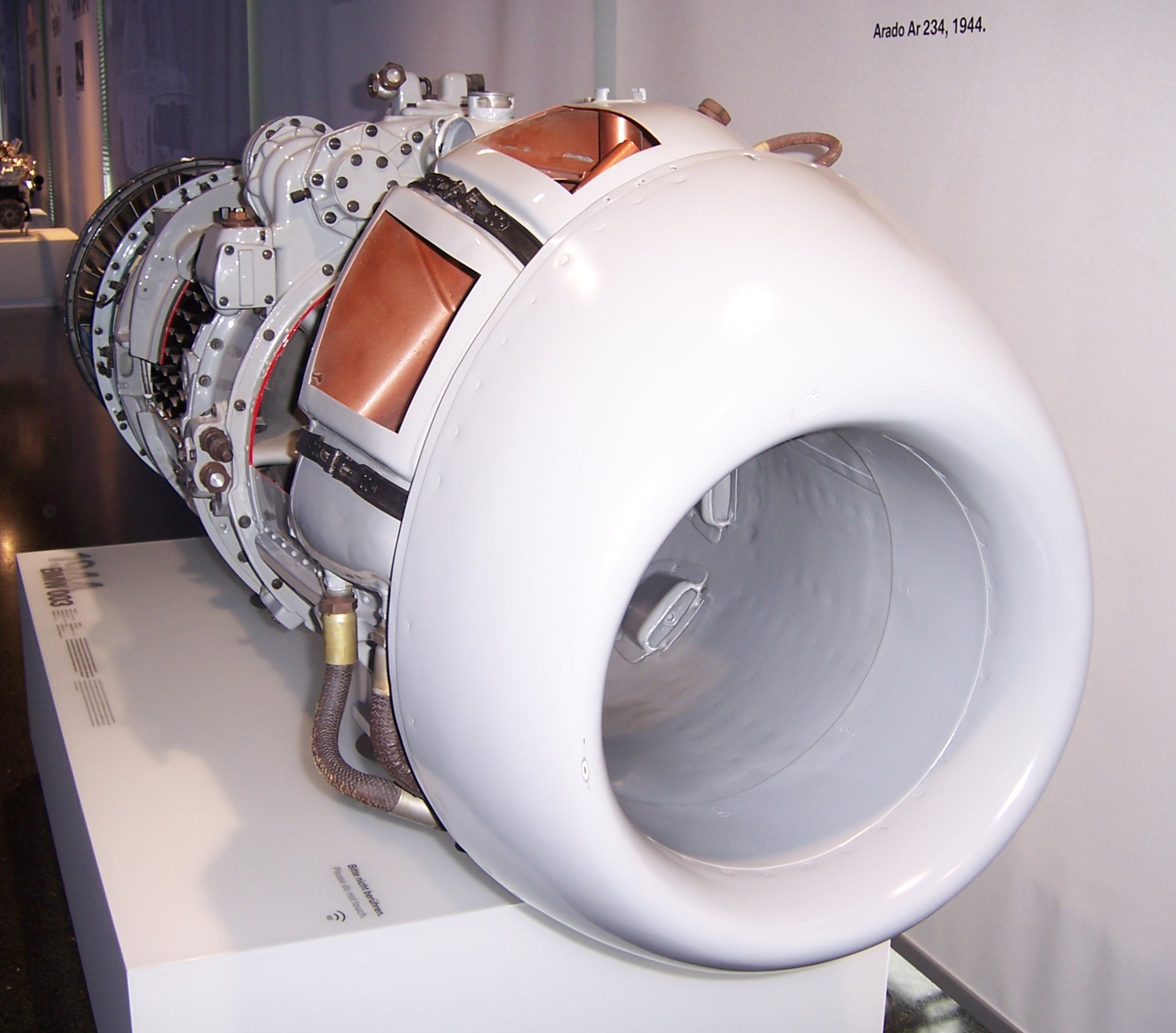
Motor BMW 003 exposat al BMW Museum

Dades de:Aircraft Engines of the world 1946
BMW 003 A1 (TL 109-003)Prototip, 5,87 kN / 8.000 rpm / a nivell del mar.
BMW 003 A2 (TL 109-003)Versió de producció original, 7,83 kN / 9.500 rpm / a nivell del mar.
BMW 003 C (TL 109-003)Versió millorada A2, amb pes reduït, capaç de 8,81 kN / 9.500 rpm / a nivell del mar.
BMW 003 D (TL 109-003)Versió millorada C, 8,81 kN / 9.500 rpm / a nivell del mar.
BMW 003 EPer a punts de muntatge ventral per al seu ús en el Heinkel He 162 i Henschel Hs 132.
BMW 003 R (TLR 109-003)Un A2 amb un motor coet BMW 718 de combustible líquid fixat sobre la tovera. Conjuntament els dos motors produïen 20,06 kN durant 3 minuts.

## Aplicacions
- Arado Ar 234
- Heinkel He 162
- Messerschmitt Me 262 (versions experimentals)